# Chen Ying
Chen Ying (chiń. trad. 陳穎; pinyin Chén Yǐng; ur. 4 listopada 1977 r. w Pekinie) – chińska strzelczyni sportowa, mistrzyni i wicemistrzyni olimpijska, mistrzyni świata.
Specjalizuje się w strzelaniu z pistoletu sportowego. Jest złotą medalistką igrzysk olimpijskich w 2008 roku w Pekinie i srebrną medalistka igrzysk olimpijskich w 2012 roku w Londynie. Zdobyła również czwarte miejsce podczas igrzysk w Atenach w 2004 roku.

## Igrzyska olimpijskie
| Igrzyska | Miejscowość    | Konkurencja             | Kwalifikacje | Kwalifikacje | Finał                   | Finał                   |
| Igrzyska | Miejscowość    | Konkurencja             | Wynik        | Pozycja      | Wynik                   | Pozycja                 |
| -------- | -------------- | ----------------------- | ------------ | ------------ | ----------------------- | ----------------------- |
| IO 2004  | Ateny          | Pistolet sportowy, 25 m | 584          | 4. Q         | 686,2                   | 4.                      |
| IO 2008  | Pekin          | Pistolet sportowy, 25 m | 585          | 3. Q         | 793,4                   | złoto                   |
| IO 2012  | Londyn         | Pistolet sportowy, 25 m | 585          | 3. Q         | 791,4                   | srebro                  |
| IO 2016  | Rio de Janeiro | Pistolet sportowy, 25 m | 570          | 30.          | Nie zakwalifikowała się | Nie zakwalifikowała się |